# Tyler Wolfe
Pour les articles homonymes, voir Wolfe.
Tyler Avery Wolfe est une karatéka américaine née le 7 juillet 1992 à Gainesville. Elle a remporté une médaille de bronze en kumite moins de 50 kg aux championnats du monde de karaté 2010 à Belgrade et aux championnats panaméricains de karaté 2011 à Guadalajara.